# 10315 بريوستير
10315 Brewster هو كويكب، يقع ضمن حزام الكويكبات. اكتشف في 23 سبتمبر 1990. وقد اكتشفه اليانور إف. هيلين.

## روابط خارجية
- 10315 بريوستير في قاعدة بيانات مختبر الدفع النفاث لأجرام النظام الشمسي الصغيرة

- الاكتشاف · مخطط المدار ·  العناصر المدارية · المعلمات المادية

- 10315 بريوستير على موقع ويكي سكاي: DSS2, SDSS, GALEX, IRAS, Hydrogen α, X-Ray, Astrophoto, Sky Map, Articles and images